# Les Enfants rouges
Pour le film, voir Les Enfants rouges (film).
Les Enfants rouges est une maison d'édition indépendante de bande dessinée basée à Nice et fondée en 2006 par Nathalie Meulemans.

## Historique
Après avoir tenu la librairie Comic Strip Café à Antibes de 1992 à 2004, Nathalie Meulemans se lance en 2006, dans l'édition en créant Les Enfants Rouges, en référence aux pensionnaires, drapés de rouge, d'un hospice et orphelinat créé au XVIe siècle dans le IIIè arrondissement de Paris et au marché des Enfants-Rouges situé dans ce quartier. Privilégiant les récits personnels, historiques et sociaux en noir et blanc ou en bichromie, elle a édité les ouvrages d'auteurs comme Loïc Dauvillier, Tanxxx, Jean-Marc Pontier, Christophe Girard et David Snug.
En 2017, la maison d’édition créé à Nice une librairie-café, Les Indociles, spécialisée en bande dessinée ado-adulte.

## Publications (liste non exhaustive)

### Bandes dessinées et romans graphiques
- Ce qu'il en reste, par Loïc Dauvillier, Jérôme d'Aviau et Joseph Incardona (Prix Ovni du Festival de la Bande dessinée de Toulouse - 2007)
- Double Trouble par Tanxxx (2007)
- Nous n'irons plus ensemble au Canal Saint-Martin par Loïc Dauvillier, Sibylline, Capucine, François Ravard et Jérôme d' Aviau (2007)
- Je suis très déçue par ton attitude par David Snug (2008)
- Monsieur Régis : Cour et Jardin par Claude Bourgeyx et Sandrine Revel (2009)
- Chronique d'une chair grillée par Fabien Bertrand et Aude Massot (2009)
- Pièces obliques par Jean-Marc Pontier (2009)
- Les équilibres instables par Loïc Dauvillier et Clotka (2009)
- Y'a que les fourmis qui bossent par David Snug (2010)
- Nouvelles penchées par Jean-Marc Pontier (2010)
- Kirkenes par Jonathan Châtel et Pierre-Henry Gomont (2011)
- J'aime pas la musique par David Snug (Prix du jury du Festival Bulles Zik - 2011)
- Métropolis par Christophe Girard (2011)
- Ismahane - Vol. 1 par Sasha et Christophe Girard (2011)
- 64 ans en 2039 par David Snug (2011)
- Le souffle court par Delphine Le Lay et Alexis Horellou (2011)
- Peste Blanche par Jean-Marc Pontier (2012)
- Ismahane - Vol. 2 par Sasha et Christophe Girard (2012)
- Bello Ciao - G8, Gênes 2001 par Francesco Barilli et Manuel De Carli (2013)
- Jean-Eudes par Jean-Marc Pontier et Bernard Valgaeren (2013)
- Fastermarket par Jérémy Le Corvaisier (2014)
- La maison n'accepte pas l'échec par David Snug (2014)
- La Belle Absente par Séverine Vidal, Constance Joly-Girard et Barroux (2016)
- Les Panthères par Jean-Marc Pontier (2016)
- Luna la Nuit par Ingrid Chabbert et Clémentine Pochon (2017)
- Virginia Hill, journal d'une affranchie par Mkdeville et Christophe Girard (2018)[7],[8]
- Loup par Amélie Sarn, Marc Moreno et Éric Moreno (2018)
- Que Dire ? par Rebecca Lighieri et Jean-Marc Pontier (2019)
- Saint-Trop' par Jean-Marc Pontier et Christophe Girard (2020)

### Revues
- Ping-Pong (revue gratuite co-éditée avec les éditions Charette - 3 numéros parus entre 2006 et 2008)